# Intel Celeron
Intel Celeron – rodzina procesorów firmy Intel przeznaczona na rynek niskobudżetowy. Nazwa pochodzi z łac. celer, czyli szybki. Cechą charakterystyczną tych procesorów (w porównaniu do procesorów Pentium) jest mniejsza ilość pamięci podręcznej. Przekłada się to na znaczne zmniejszenie ceny takich układów, ponieważ produkcja pamięci SRAM (stanowiącej pamięć podręczną) jest stosunkowo droga.

## Celeron Covington

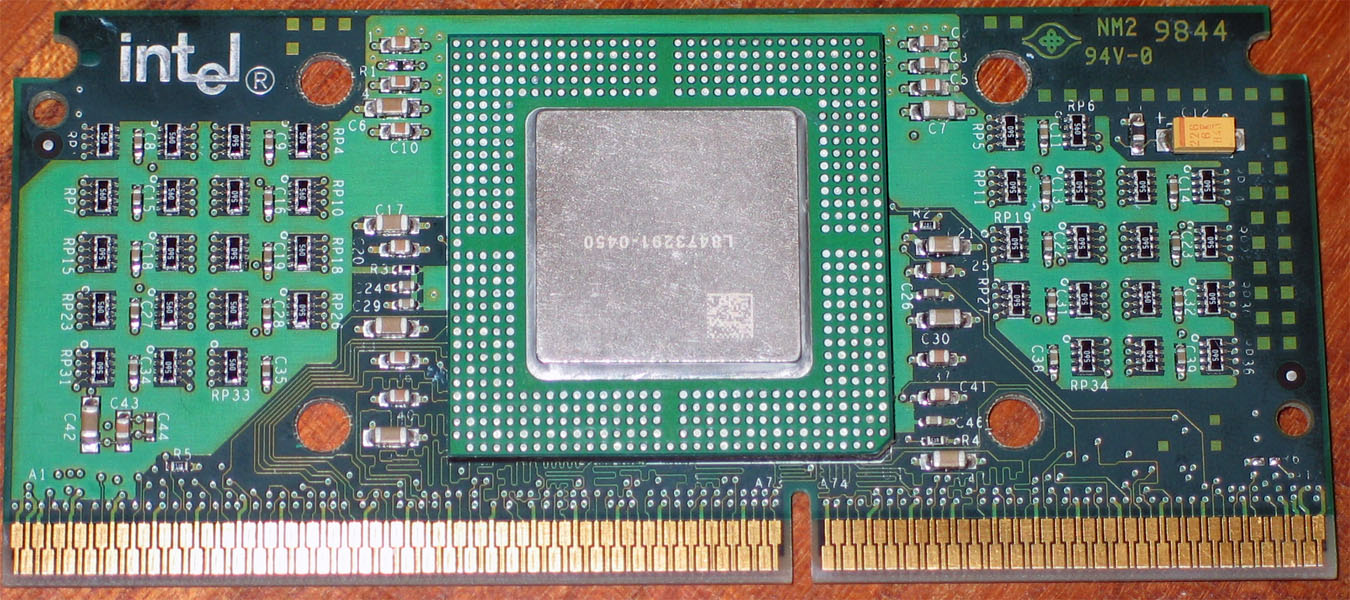
Celeron „Covington” 300 MHz (bez radiatora)

15 kwietnia 1998 seria zapoczątkowana została słabymi procesorami opartymi na jądrze Covington na gniazdo Slot 1 – choć świetnie nadawały się do podkręcania, to zupełny brak pamięci podręcznej drugiego poziomu (L2 cache) bardzo negatywnie odbijał się na ich wydajności.
Wyprodukowano tylko dwa modele procesorów Celeron z jądrem Covington – pierwszy o taktowaniu 266 MHz (4,0x66), drugi zaś o taktowaniu 300 MHz (4,5x66). W związku z tym, że niewiele później na rynku pojawił się Celeron z jądrem Mendocino mający również 300 MHz, „nowy” procesor z jądrem Mendocino zaczęto określać mianem Celerona 300A (litera A oznaczała, że jest to właśnie Mendocino, a nie stary Covington).

## Celeron Mendocino

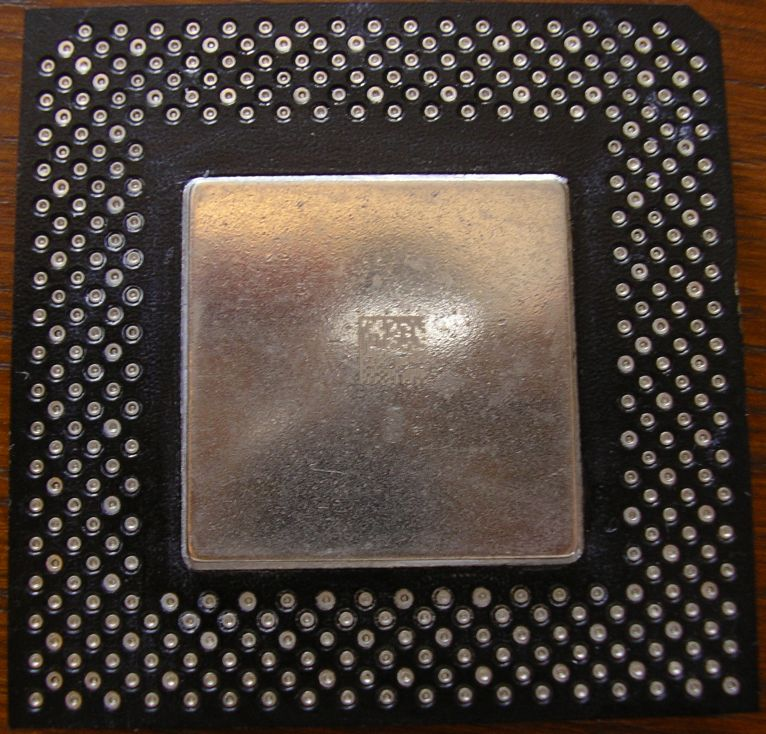
Celeron Mendocino s370 (widziany od góry)

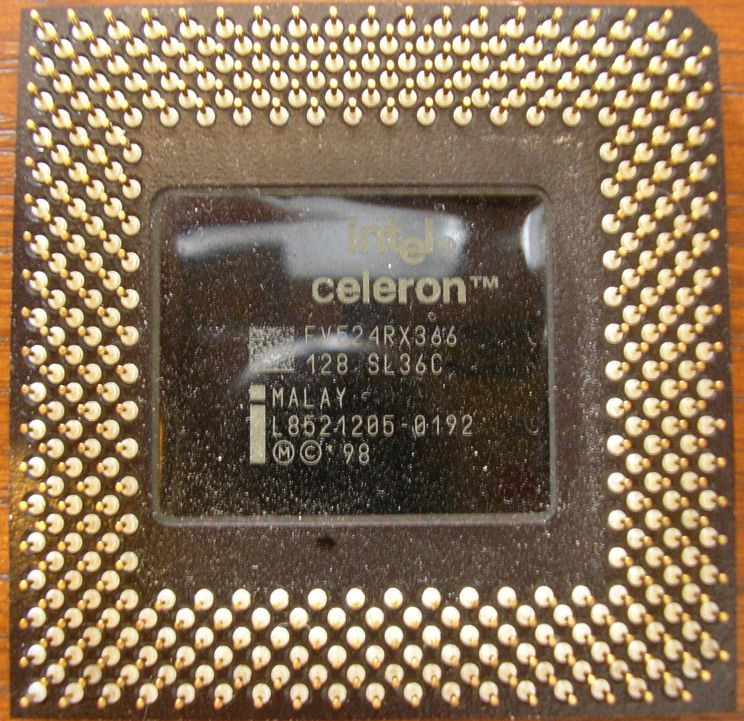
Celeron Mendocino s370 (widziany od dołu)

Szybka zmiana na jądro Mendocino została ciepło przyjęta przez użytkowników. Procesor ten posiadał 128 kB pamięci podręcznej drugiego poziomu (L2 Cache) – co znacznie zwiększyło wydajność w porównaniu do poprzednika (Covington), który pamięci podręcznej drugiego poziomu nie miał w ogóle. Sprzedawały się one wyśmienicie – przede wszystkim dlatego, że były dużo tańsze niż Pentium II, oraz dlatego, że tak jak poprzednik, świetnie nadawały się do przetaktowywania, wskutek czego można było osiągnąć przyzwoitą wydajność.
Na początku produkowano zarówno procesory Mendocino przeznaczone na Slot1, jak i nowy Socket 370 – jednak w związku z tym, że procesory na Slot1 sprawiały problemy, szybko zaprzestano ich produkcji. Niedługo później zaprojektowano uniwersalną przejściówkę, która umożliwiła użytkownikom płyt głównych z gniazdem Slot1 zamontowanie w nich procesora Celeron przeznaczonego pierwotnie do pracy w gnieździe Socket 370. Procesory te wyglądem nieco przypominają nowsze wersje starych Pentium MMX. Wszystkie Celerony z jądrem Mendocino mają szynę FSB 66 MHz. Na rynek weszły modele mające częstotliwości taktowania od 300 MHz do 533 MHz.

## Celeron Coppermine i Tualatin

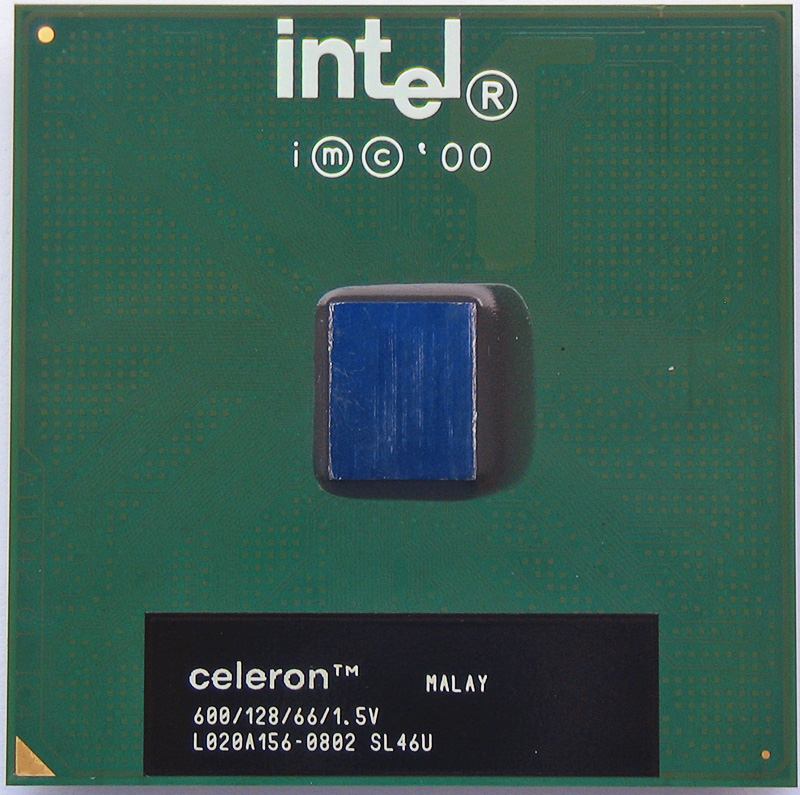
Celeron Coppermine (widziany od góry)

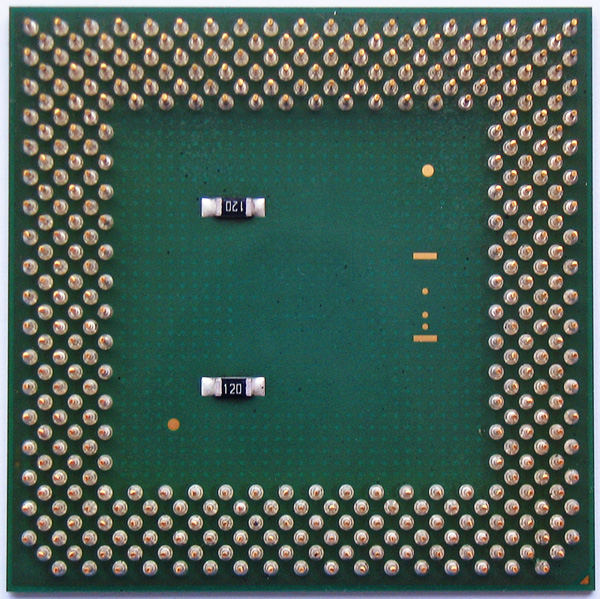
Celeron Coppermine (widziany od dołu)

Te procesory bazowane były już na architekturze Pentium III. Miały nawet to samo jądro – praktycznie jedyną różnicą była mniejsza ilość pamięci podręcznej drugiego poziomu (w przypadku Coppermine 128 kB, Tualatiny zaś 256 kB). Celerony z jądrem Coppermine i Tualatin dla ograniczenia kosztów produkowane były tylko w wersji przeznaczonej do gniazda Socket 370 (podczas, gdy Pentium III z jądrem Coppermine wychodziły również w wersji na Slot1), jednak tak jak wcześniejsze Mendocino za pomocą odpowiedniej przejściówki można je było w gnieździe Slot1 umieścić. Jednak choć gniazdo pozostało niezmienione, zmieniły się napięcia i rozkład pinów – stąd o tyle, o ile procesory te fizycznie pasowały do każdej płyty, to wymagały odpowiedniego chipsetu i zmodyfikowanej podstawki, aby się uruchomiły. Obecnie z tej racji zamiast określenia podstawki Socket 370 używa się raczej określeń PPGA (dla określenia „starej” podstawki) oraz FC-PGA (dla określenia „nowej” podstawki). Pierwsze Celerony Coppermine miały FSB 66 MHz i 100 MHz, późniejsze oraz Tualatiny – 100 MHz. Procesory Coppermine miały częstotliwości od 533 MHz do 1100 MHz, Tualatiny od 1000 do 1400 MHz. W porównaniu do starego Mendocino 533 MHz Celeron Coppermine 533 MHz był dużo bardziej wydajny. Wyglądem zewnętrznym od poprzednika Coppermine również znacznie się różnił – patrząc na procesor od góry można było ujrzeć gołe, niczym nie osłonięte jądro na pokrytej zielonym laminatem płytce. Procesory z jądrem Tualatin miały jądro osłonięte specjalną „blaszką”. W przypadku tych procesorów ponownie – choć nie zmieniona została podstawka, zmienił się rozkład pinów i napięcia, co ponownie sprawiało, że stare płyty nie zawsze były w stanie obsłużyć nowe procesory. Podstawkę procesorów Tualatin określa się jako FC-PGA2.

## Celeron Wilamette, Northwood, Prescott oraz Cedar Mill
Te procesory bazowane były z kolei na architekturze Pentium 4. Wilamette oraz Northwoody, przeznaczone na gniazdo Socket 478, miały 128 kB pamięci podręcznej drugiego poziomu oraz efektywne FSB 400 MHz. Później wprowadzono Celerony oznaczone literą „D” (mylnie niekiedy kojarzone z „DualCore”-Intel miał na myśli Celeron-Desktop, czyli „stacjonarny”, w przeciwieństwie do M-„mobile”, dla laptopów. Obydwa modele-'D’ i 'M'-miały jeden rdzeń). Celerony D z jądrem Prescott mające 256 kB pamięci podręcznej produkowano zarówno na stary Socket 478, jak i nowy LGA 775, znany również jako Socket T. Miały one efektywne FSB 533 MHz. Natomiast Celerony D z jądrem Cedar Mill, mające 512 kB pamięci podręcznej drugiego poziomu i efektywne FSB 533 MHz produkowano już tylko na nowy LGA 775.

## Celeron Conroe-L

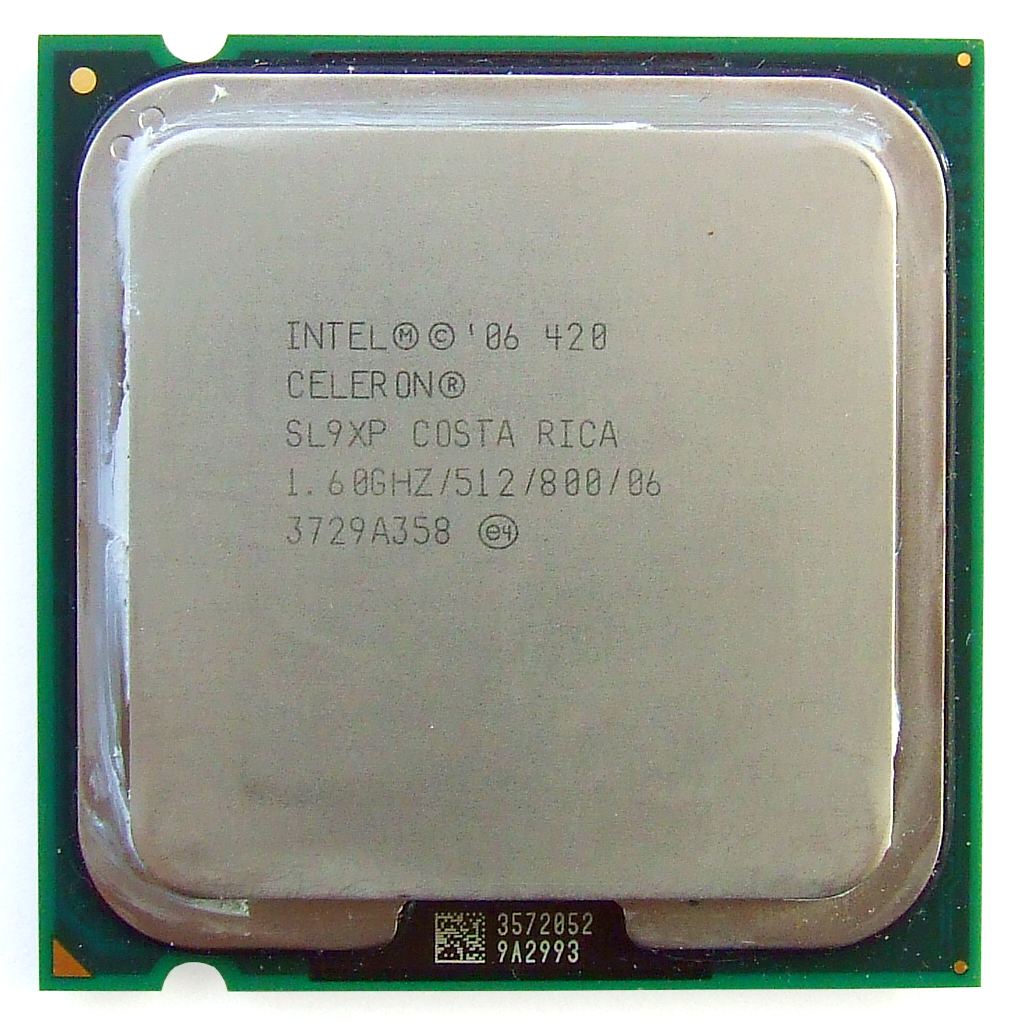
Intel Celeron 420

W trzecim kwartale 2007 roku wprowadzono na rynek nową, jednordzeniową generację procesorów Celeron, bazującą na rdzeniu Conroe-L. Są one kompatybilne z podstawką Socket 775 (Socket T) i wykonane w technologii 65 nm. Intel zdecydował się na wprowadzenie czterech modeli – 420, 430, 440 i 450 – o taktowaniach odpowiednio 1,6, 1,8, 2,0 i 2,2 GHz. Ze względu na zredukowanie ilości pobieranej energii (co wiąże się ze zmniejszeniem ilości wydzielanego ciepła) procesory Celeron oparte na rdzeniu Conroe-L były cenione przez osoby przetaktowujące procesory.

## Celeron Dual Core Allendale
W styczniu 2008 roku na rynku pojawiły się dwurdzeniowe celerony oparte na jądrze Allendale. Podobnie jak Celerony D i Conroe-L pracują one na podstawce Socket 775. Procesor posiada 2 jądra i 512 kB pamięci podręcznej L2. Efektywne FSB dla tych procesorów wynosi 800 MHz. Od procesorów Core 2 Duo i Pentium Dual Core różnią się one mniejszą pamięcią podręczną L2 (pamięć podręczna L1 pozostała taka sama) i brakiem technologii wirtualizacji, przez co przy niskiej cenie i niskim poborze energii stanowił atrakcyjną ofertę dla użytkowników domowych.

## Celeron Dual Core Wolfdale
W sierpniu 2009 roku wydano ostatnią generację procesorów Celeron pod gniazdo LGA 775. Cechowały się nowym procesem technologicznym 45 nm, który przełożył się na wyższą wydajność przy tym samym taktowaniu, oraz mniejsze zużycie prądu i niższe temperatury. Procesory dalej wykorzystywały szynę FSB 800 MHz, aczkolwiek zwiększono pamięć podręczną L2 z 512 KB do 1 MB. Nowe procesory w zależności od wybranej wersji były taktowane zegarem od 2,4 do 2,7 GHz.

## Celeron Clarkdale
W styczniu 2010 roku debiutowała pierwsza generacja Celeronów wykonana w procesie technologicznym 32 nm. Ze względu na głębokie zmiany w konstrukcji gniazdo procesora zostało zmienione na LGA 1156. W nowych procesorach szyna FSB została zmieniona na szynę BLCK, na szczęście prosty sposób przetaktowania nie zmienił się. Dodano również nową pamięć cache 3 poziomu, która od teraz miała pojemność 2 MB. Kolejną zmianą było dodanie zintegrowanego układu graficznego do procesora. Jednak ze względu na dalej wówczas popularną wśród tanich procesorów platformę LGA 775 i starsze Celerony procesor nie zdobył popularności i został wydany tylko w jednej wersji.

## Celeron Sandy Bridge
We wrześniu 2011 roku miał debiut kolejnej generacji Celeronów. Nowe procesory mimo identycznego procesu technologicznego (32 nm) zostały po jednej generacji przerzucone na nowe gniazdo LGA 1155, co spotkało się z szeroką falą krytyki. Główne innowacje nowej generacji to niższe wydzielanie ciepła i nowy mocniejszy zintegrowany układ graficzny. Początkowo wydano modele taktowane zegarem 2,4 i 2,5 GHz, aczkolwiek w czerwcu, a następnie we wrześniu 2012 roku zadebiutowały wersje taktowane odpowiednio zegarem 2,6, oraz 2,7 GHz.

## Celeron Ivy Bridge
20 stycznia 2013 roku zaprezentowane zostały pierwsze Celerony wykonane w 22 nanometrowym procesie technologicznym co przełożyło się na m,in, wyższą wydajność przy takim samym taktowaniu, niższe zużycie energii czy też niższą emisję ciepła. Poza tym otrzymały zintegrowany układ graficzny o zwiększonym taktowaniu. W zależności od modelu procesory mogły mieć taktowanie od 2,6 do 2,8 GHz.

## Celeron Haswell
W styczniu 2014 roku, rok po debiucie Celeronów opartych na mikroarchitekturze Ivy Bridge miał miejsce debiut tych opartych na mikroarchitekturze Haswell. Nowe procesory posiadały proces technologiczny 22 nanometrów i zostały wydane na nowe gniazdo LGA 1150. Główną zmianą względem poprzedniej generacji była obsługa nowych instrukcji (co w pewnych warunkach wpłynęło na znaczne zwiększenie wydajności), oraz sporo mocniejszy zintegrowany układ graficzny. W zależności od modelu mogły być taktowane zegarem 2,7 lub 2,8 GHz.

### Celeron Haswell Refresh
W maju 2014 roku debiutowały odświeżone Celerony. Główną zmianą było podniesienie taktowań – teraz mogły być na poziomie 2,8 lub 2,9 GHz, pojawiło się również wsparcie dla Intel Wireless Display.

## Celeron Sky Lake
W styczniu 2016 roku zadebiutowały pierwsze Celerony oparte na 14 nanometrowej mikroarchitekturze, również z tą generacją zadebiutowała nowa podstawka LGA 1151 obsługująca pamięci DDR4. Nowe procesory otrzymały nową zintegrowaną grafikę HD Graphics 510. Taktowanie w zależności od wybranej wersji wynosiło 2,8 lub 2,9 GHz.

## Celeron Kaby Lake
W styczniu 2017 roku, rok po premierze procesorów Celeron Sky Lake, zadebiutowały Celerony Kaby Lake. Zmiany względem poprzednika są kosmetyczne, procesory dalej wykonane w procesie technologicznym 14 nanometrów, oraz wykorzystują to samo gniazdo LGA 1151. Nowością jest mocniejsza zintegrowana karta graficzna HD Graphics 610. W zależności od wybranego modelu taktowanie wynosi 2,9 lub 3,0 GHz.

## Celeron Coffee Lake
W kwietniu 2018 roku miała miejsce premiera Celeronów Coffee Lake. Nowe procesory to nic innego jak kolejne odświeżenie i usprawnienie poprzednich, płyty główne co ciekawe mają identyczną ilość i rozstaw pinów, ale niestety nie są kompatybilne i dla Celeronów Coffee Lake należy zakupić płytę główną z chipsetem serii „300”. Zmiany są marginalne, wzrosło taktowanie do 3,1 lub 3,2 GHz. (w zależności od zakupionego modelu), oraz wprowadzono nową zintegrowaną grafikę UHD Graphics 610.

### Celeron Coffee Lake Refresh
Kwietniem 2019 roku zaprezentowane zostały po raz kolejny odświeżone Celerony. Jedyną istotną zmianą jest podniesienie taktowania do odpowiednio 3,2 lub 3,3 GHz.

## Celeron Comet Lake
W kwietniu 2020 roku debiutowały procesory Intel Celeron oparte na mikroarchitekturze Comet Lake. Nowe procesory mimo braku istotnych zmian wykorzystują nowe gniazdo LGA 1200. Jedyną zmianą istotną dla nas – konsumentów jest dalsze zwiększenie taktowania, tym razem do 3,4 lub 3,5 GHz (w zależności od wersji).

## Tabela porównawcza
| Mikroarchitektura               | Ilość rdzenii | Taktowanie [MHz]        | Cache L2/L3      | efektywne FSB | Mnożnik    | Napięcie        | TDP       | iGPU                    | Socket             | Debiut                      | Proces Technologiczny |
| ------------------------------- | ------------- | ----------------------- | ---------------- | ------------- | ---------- | --------------- | --------- | ----------------------- | ------------------ | --------------------------- | --------------------- |
| Covington                       | 1             | 266 – 300               | –                | 66 MHz        | 4,0 – 4,5x | 2,0 V           | 16 – 18 W | -                       | Slot 1             | kwiecień 1998               | 250 nm                |
| Mendocino                       | 1             | 300 – 533               | 128 kB           | 66 MHz        | 4,5 – 8,0x | 2,0 V           | 19 – 28 W | -                       | Socket 370 Slot 1  | sierpień 1998               | 250 nm                |
| Coppermine                      | 1             | 533 – 1100              | 128 kB           | 66/100 MHz    | 8,0 -11,5x | 1,5 – 1,75 V    | 11 – 33 W | -                       | Socket 370         | marzec 2000                 | 180 nm                |
| Tualatin                        | 1             | 1000 – 1400             | 256 kB           | 100 MHz       | 10 – 14x   | 1,5 V           | 28 – 33 W | -                       | Socket 370         | październik 2001            | 130 nm                |
| Willamette                      | 1             | 1700 – 1800             | 128 kB           | 400 MHz       | 17 – 18x   | 1,75 V          | 63-66 W   | -                       | Socket 478         | maj 2002                    | 180 nm                |
| Northwood                       | 1             | 2000 – 2800             | 128 kB           | 400 MHz       | 20 – 28x   | 1,475 – 1,525 V | 53-68 W   | -                       | Socket 478         | wrzesień 2002               | 130 nm                |
| Prescott (Celeron D)            | 1             | 2133 – 3333             | 256 kB           | 533 MHz       | 16 – 25x   | 1,25 – 1,4 V    | 73-84 W   | -                       | Socket 478/LGA 775 | czerwiec 2004               | 90 nm                 |
| Cedar Mill (Celeron D)          | 1             | 3066 – 3600             | 512 kB           | 533 MHz       | 23 – 27x   | 1,325 V         | 65-86 W   | -                       | LGA 775            | maj 2006                    | 65 nm                 |
| Conroe-L                        | 1             | 1600 – 2200             | 512 kB           | 800 MHz       | 8 – 12x    | 1,3 V           | 35W       | -                       | LGA 775            | czerwiec 2007               | 65 nm                 |
| Allendale                       | 2             | 1600 – 2400             | 512 kB           | 800 MHz       | 8 – 12x    | 1,275 – 1,312 V | 65 W      | -                       | LGA 775            | styczeń 2008                | 65 nm                 |
| Wolfdale                        | 2             | 2400 – 2700             | 1024 kB          | 800 Mhz       | 12 – 13,5x | 1,3625 V        | 65 W      | -                       | LGA 775            | sierpień 2009               | 45 nm                 |
| Clarkdale                       | 2             | 2227                    | 512 kB / 2048 kB | –             | 17x        | 1,4 V           | 73 W      | Ironlake                | LGA 1156           | styczeń 2010                | 32 nm                 |
| Sandy Bridge                    | 2             | 2400 – 2700             | 512 kB / 2048 kB | –             | b.d.       | b.d.            | 65 W      | HD Graphics 2000        | LGA 1155           | wrzesień 2011               | 32 nm                 |
| Ivy Bridge                      | 2             | 2600 – 2800             | 512 kB / 2048 kB | –             | b.d.       | b.d.            | 55 W      | HD Graphics 2500        | LGA 1155           | styczeń 2013                | 22 nm                 |
| Haswell Haswell Refresh         | 2             | 2700 – 2800 2800 – 2900 | 512 kB / 2048 kB | –             | b.d.       | b.d.            | 53 W      | HD Graphics 4000        | LGA 1150           | styczeń 2014 maj 2014       | 22 nm                 |
| Sky Lake                        | 2             | 2800 – 2900             | 512 kB / 2048 kB | –             | b.d.       | b.d.            | 51 W      | HD Graphics 510         | LGA 1151           | styczeń 2016                | 14 nm                 |
| Kaby Lake                       | 2             | 2900 – 3000             | 512 kB / 2048 kB | –             | b.d.       | b.d.            | 51 W      | HD Graphics 610         | LGA 1151           | styczeń 2017                | 14 nm                 |
| Coffee Lake Coffee Lake Refresh | 2             | 3100 – 3200 3200 – 3300 | 512 kB / 2048 kB | –             | b.d.       | b.d.            | 54 W      | UHD Graphics 610        | LGA 1151 v2        | kwiecień 2018 kwiecień 2019 | 14 nm                 |
| Comet Lake                      | 2             | 3400 – 3500             | 512 kB / 2048 kB | –             | b.d.       | b.d.            | 58 W      | UHD Graphics 610        | LGA 1200           | kwiecień 2020               | 14 nm                 |
| Jasper Lake                     | 4             | 2800 - 2900             | 512 kB / 4096 kB | –             | b.d.       | b.d.            | 6-15 W    | UHD Graphics (16-24 EU) | FC-BGA 1338        | styczeń 2021                | 10 nm                 |

## Procesory mobilne
Procesory Celeron produkowane były również dla komputerów przenośnych. Różniły się niejednokrotnie gniazdami, częstotliwościami, ilością pamięci podręcznej i przede wszystkim ilością pobieranej energii od tych przeznaczonych dla komputerów stacjonarnych. Obecne mobilne procesory Celeron, to w większości po prostu rebrandowane procesory Intel Atom.